# فارزو
فارزو هي كومونا بالإيطالية- في مقاطعة فربانو كوزيو أوسولا في منطقة بيدمونتي الإيطالية. وتقع على بعد حوالي 130 كيلومتر (81 ميل) شمال شرق تورينو، وعلى بعد 35 كيلومتر (22 ميل) شمال غرب فيربانيا على حدود سويسرا. في 31 ديسمبر 2004، كان عدد سكانها 2209 نسمة، كما بلغت مساحتها 94.4 كيلومتر مربع (36.4 ميل مربع). 

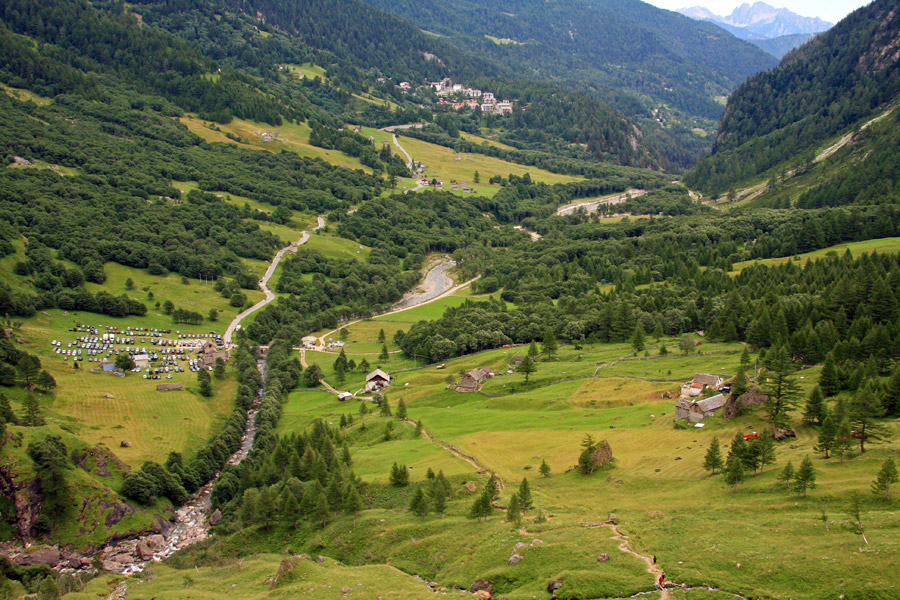
صورة لجبال الألب في فارزو

ويحدها كلًا من: باسينو وبوغنانكو و كريفولادوسولا و كرودو و جرينجولس (سويسرا) وريد بريج (سويسرا) وتراسكويرا وزفيشبيرغن(سويسرا).
ويعود السبب في معرفة فارزو إلى منتزة ألب فيجليا الطبيعي.

## روابط خارجية
- www.comune.varzo.vb.it/
- حديقة ألب فيجليا الطبيعية